# Pheosia obscura
Pheosia obscura är en fjärilsart som beskrevs av Vorbrodt 1911. Pheosia obscura ingår i släktet Pheosia och familjen tandspinnare. Inga underarter finns listade i Catalogue of Life.